# オードロップゴー美術館
オードロップゴー美術館（オードロップゴーびじゅつかん、デンマーク語: Ordrupgaard）は、デンマークのコペンハーゲン北部にある美術館である。

## 沿革
保険会社社長であったウィルヘレム・ハンセンとその妻ヘリーの私邸が、ハンセン氏の死後に個人的に収集していたコレクションと共に国に寄贈され、以後一般公開されている。2005年にはザハ・ハディド設計の増築部分が完成した。

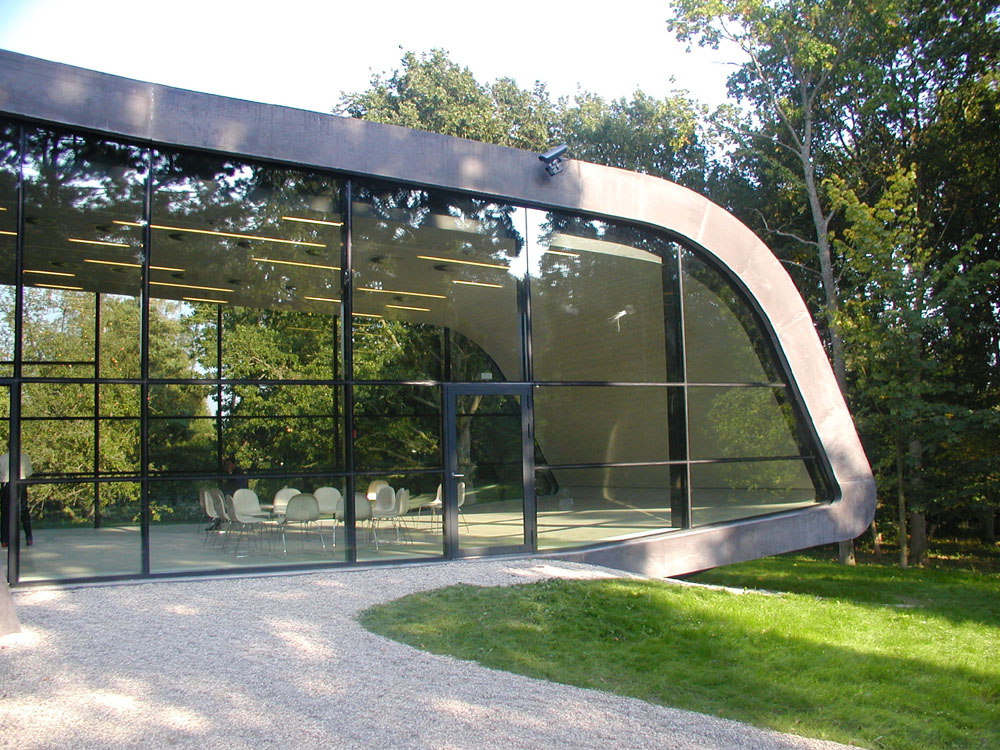
ザハ・ハディド設計の増築部分

## コレクション
コレクションはフランス芸術とデンマーク芸術に分かれている。また、家具や工芸品も所蔵している。また、美術館の庭の先に建っていた建築家フィン・ユールの邸宅もオードロップゴー美術館の一部となった。

### フランス芸術

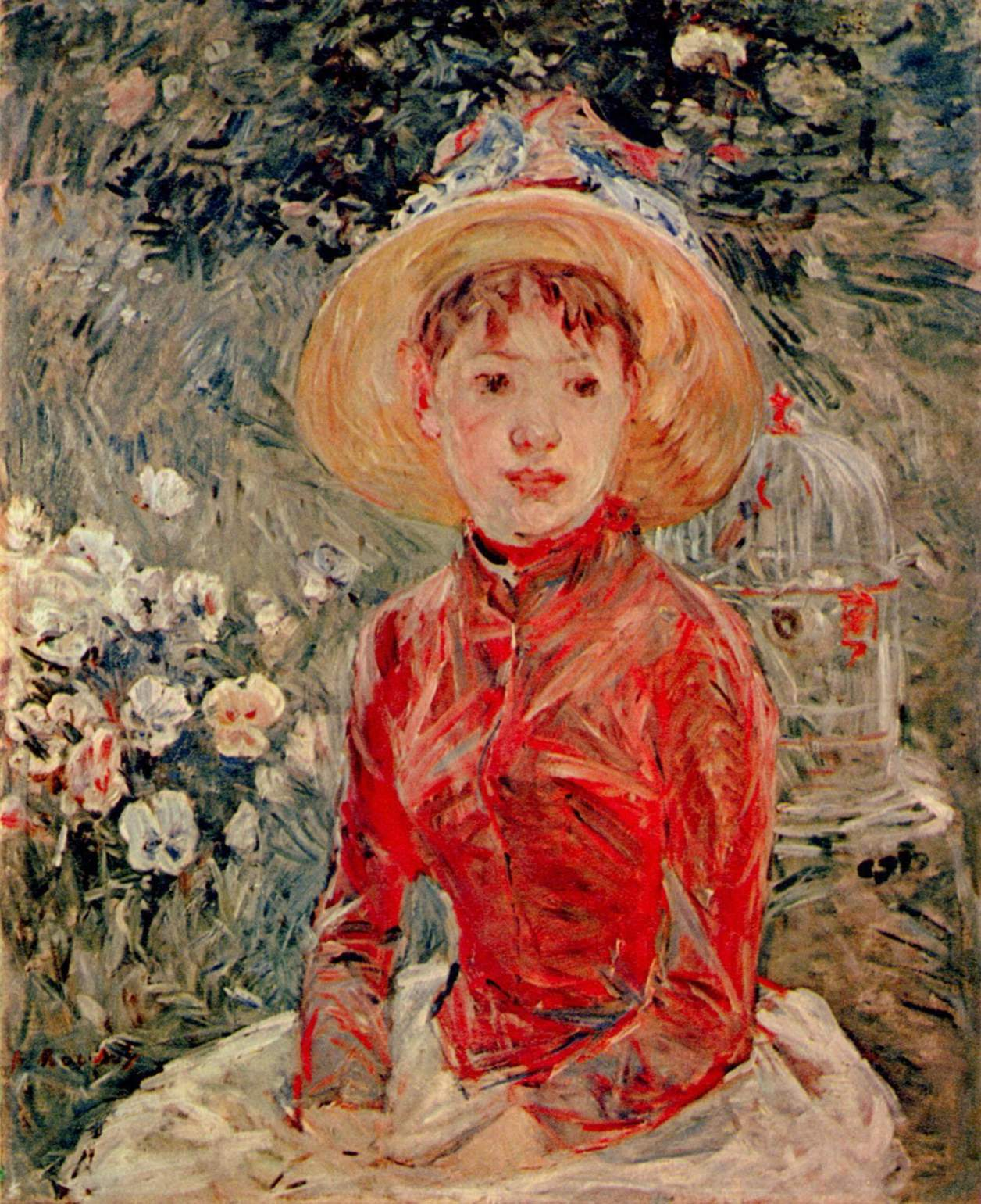
鳥かごと若い娘(Le corsage rouge)、ベルト・モリゾ (1885)
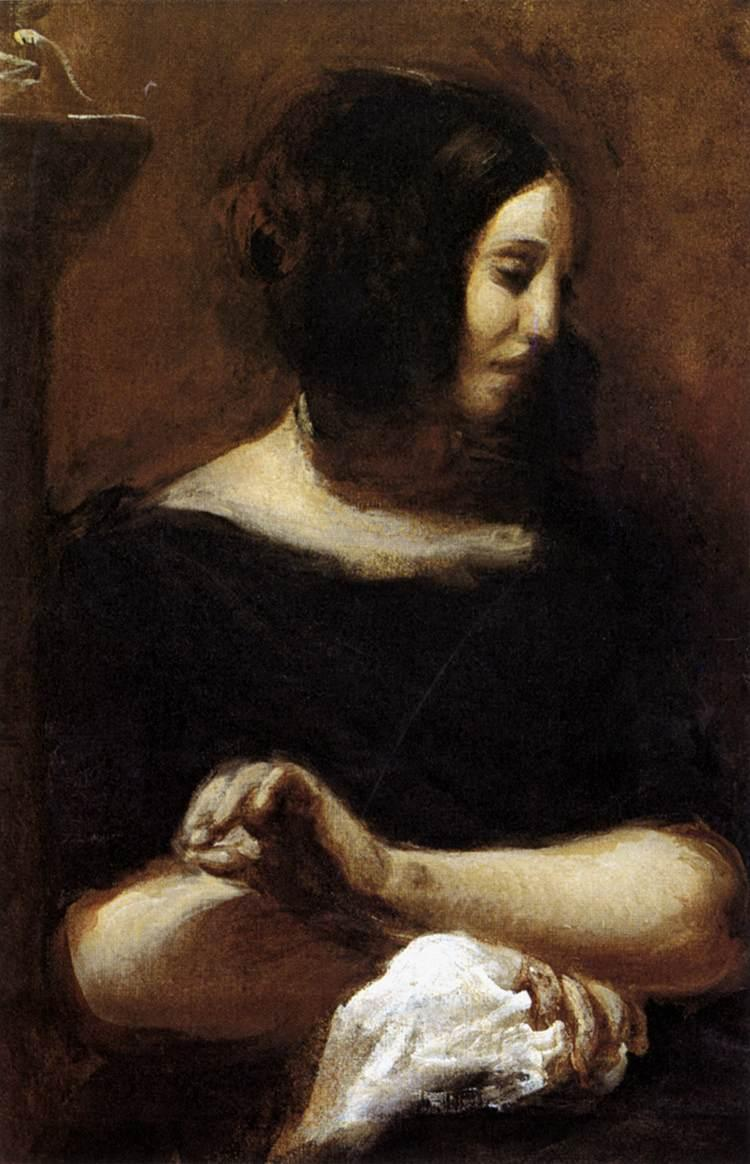
「ジョルジュ・サンドの肖像」、ウジェーヌ・ドラクロワ(1838)
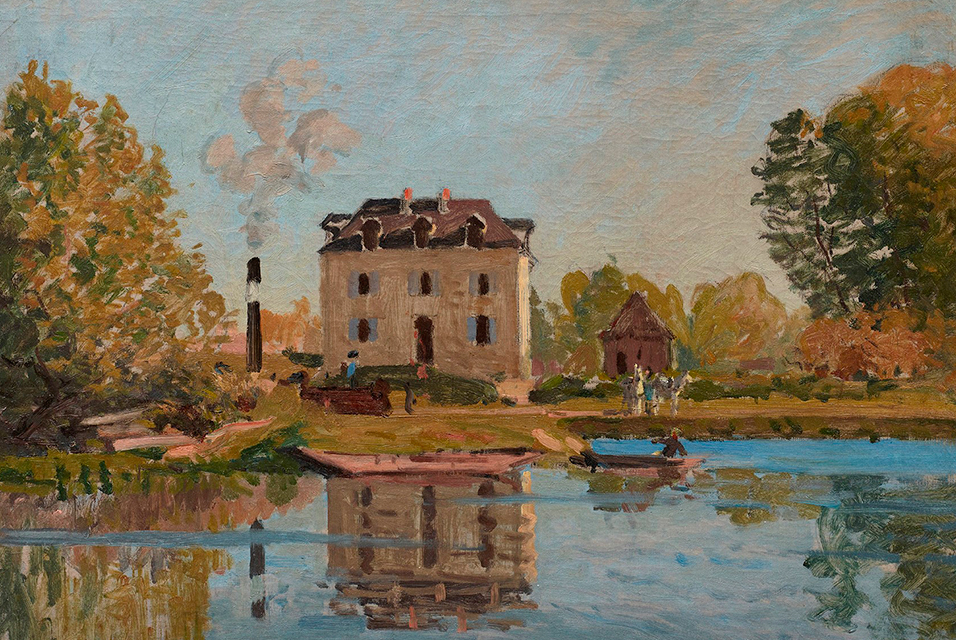
「セーヌ河畔の工場」、アルフレッド・シスレー(1873)
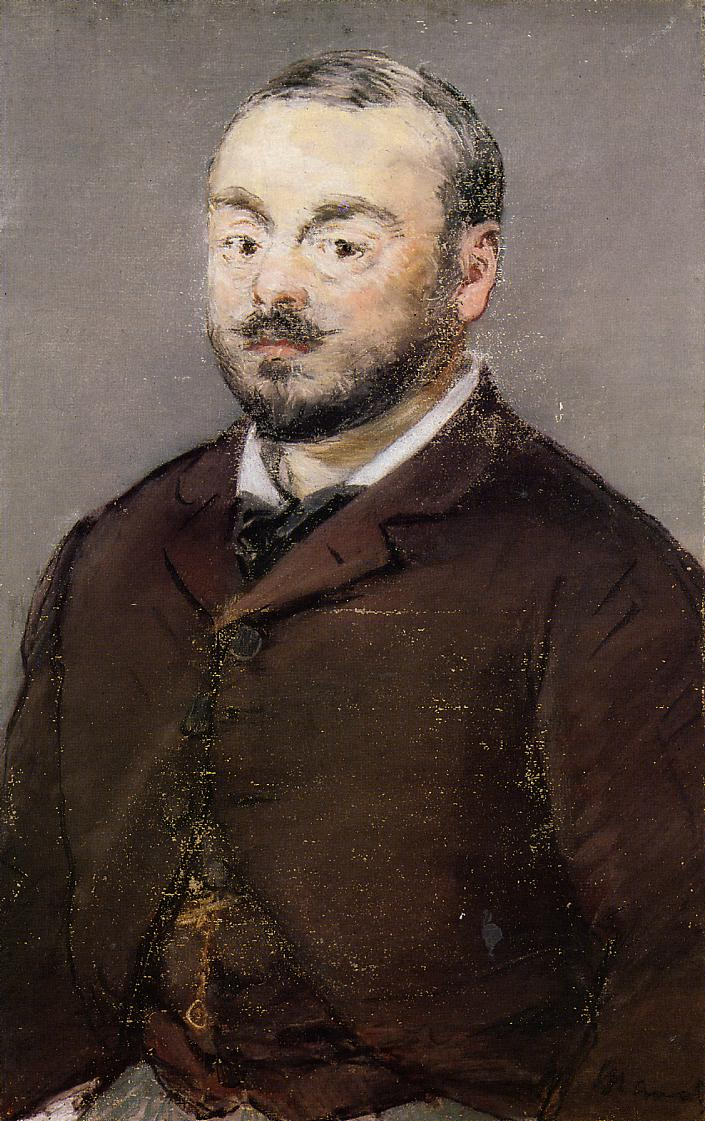
「エマニュエル・シャブリエの肖像」、エドゥアール・マネ (1880)

### デンマーク芸術

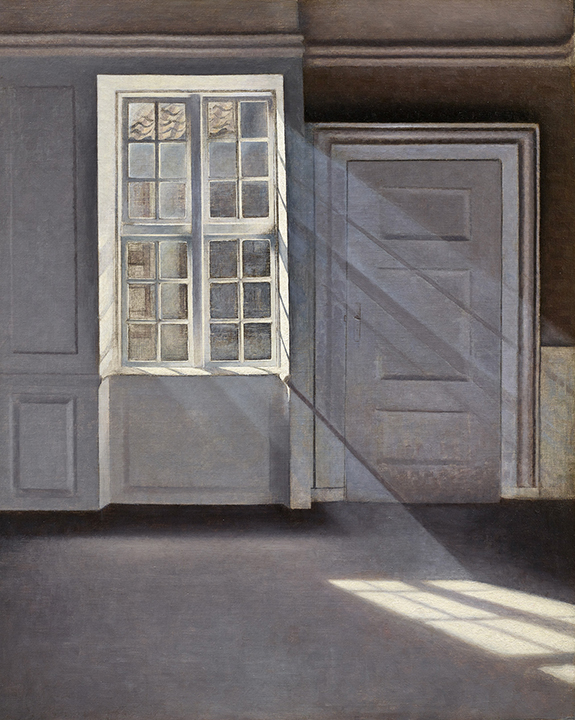
陽光、あるいは陽光に舞う塵(Støvkornenes dans i solstrålerne)、ヴィルヘルム・ハンマースホイ (1900)
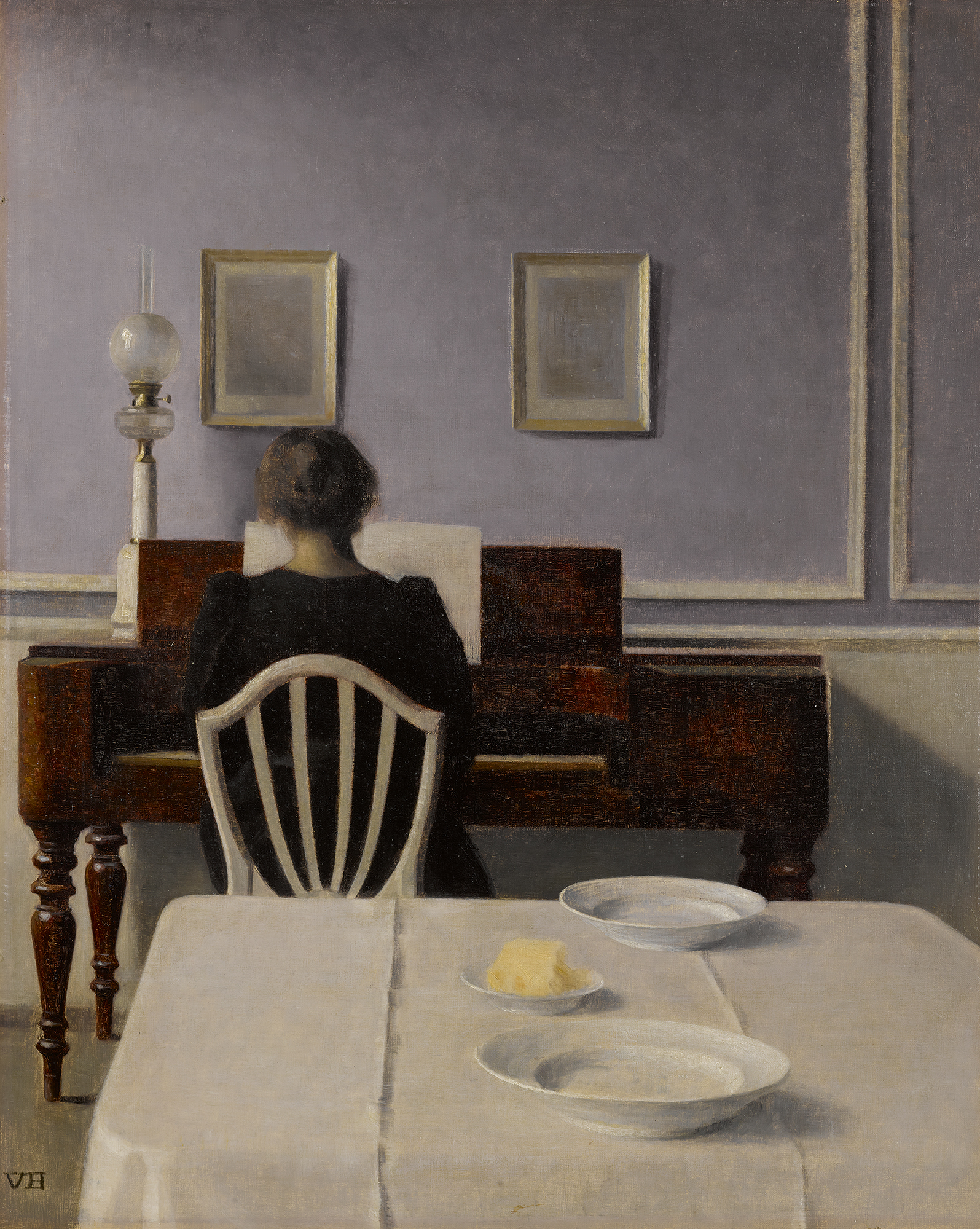
婦人とピアノのある室内、ヴィルヘルム・ハンマースホイ (1901)
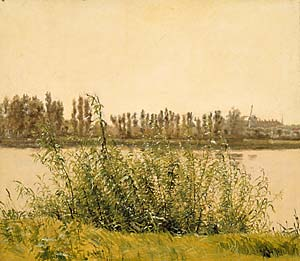
コペンハーゲンの風景、クリステン・ケプケ